# Armen Borisovich Dzhigarkhanyan
Armen Borisovich Dzhigarkhanyan (tiếng Nga: Армен Борисович Джигарханян; tiếng Armenia: Արմեն Բորիսի Ջիգարխանյան, đã Latinh hoá: Armen Borisi Jigarkhanyan; phát âm [dʒiɡɑrχɑnjɑn]; 3 tháng 10 năm 1935 – 14 tháng 11 năm 2020) là diễn viên Liên Xô, Armenia và Nga.

## Tiểu sử

### Tuổi thơ và học tập
Armen sinh ngày 3 tháng 10 năm 1935 tại Yerevan trong gia đình người Armenia ở Tbilisi, cha mẹ là Boris Akimovich và Elena Vasilyevna Dzhigarkhanyan. Khi Armen mới được một tháng tuổi thì người cha bỏ nhà ra đi. Phải đến tuổi trưởng thành, Armen mới gặp cha lần đầu khi đến thăm bà ngoại dịp năm mới, nhưng sau đó hai cha con hầu như cũng không liên lạc gì với nhau. Trước khi qua đời vì ốm nặng, Boris mới nói rất nhớ và muốn xin lỗi con trai. Cha dượng nuôi nấng và có mối quan hệ thân thiết với Armen.
Armen lớn lên trong môi trường nói tiếng Nga, chăm chỉ theo học tại một trường ở Nga, nhưng văn hóa Armenia cơ bản cũng được Armen tiếp thu tại Nga. Bà mẹ Elena làm việc trong Hội đồng Bộ trưởng Armenia Xô viết và rất đam mê sân khấu, không bỏ lỡ một buổi  kịch hay opera nào.
Dzhigarkhanyan kể lại mình gần như không có tuổi thơ vì chiến tranh. Gia đình thuê một phòng trong ngôi nhà trên phố Spandaryan ở Yerevan. Ông nhớ lại cả nhà phải bổ củi dưới tầng hầm ra sao, cũng như việc mẹ khóc như thế nào khi đánh mất thẻ bánh mì.
Khi còn trên ghế nhà trường, Armen đã quan tâm đến sân khấu điện ảnh. Năm 1952, sau khi tốt nghiệp, Armen lên Moskva thi vào GITIS nhưng bị trượt. Quay về Yerevan, Armen được nhận vào xưởng Armenfilm với vai trò trợ lý quay phim.
Năm 1954, ông đăng ký Học viện Nghệ thuật và Sân khấu Yerevan theo khóa diễn xuất của Vardan Mkrtchi Ajemian khi ấy đứng đầu Nhà hát hàn lâm quốc gia  Sundukian. Nhưng số người đăng ký quá nhiều nên Dzhigarkhanyan chuyển sang khóa học của Armen Karapetovich Gulakyan rồi tốt nghiệp năm 1958.

### Sự nghiệp
Tháng 1 năm 1955, Dzhigarkhanyan lần đầu lên sân khấu trong vở Ivan Rybkov của Viktor Mikhaylovich Gusev tại Nhà hát kịch Nga Yerevan Stanislavsky. Khi còn là sinh viên năm 2, Dzhigarkhanyan được mời tham gia và diễn cho đoàn kịch được 10 năm tới năm 1967.
Năm 1960, Dzhigarkhanyan ra mắt trong phim Sụp đổ, và vào một trong những vai diễn điện ảnh hay nhất mang lại danh tiếng cho mình- nhà vật lý trẻ Artyom Manvelyan trong phim Xin chào, tôi đây!.
Armen Dzhigarkhanyan trở thành một trong những diễn viên được đóng phim nhiều nhất Liên Xô với hơn 250 vai trong phim điện ảnh lẫn truyền hình. Có tin đồn ông được ghi vào kỷ lục Guinness với tư cách là diễn viên nội địa được quay nhiều nhất, nhưng trang web Sách Kỷ lục Guinness không ghi nhận điều này. Nam diễn viên đã đóng nhiều vai khác nhau trong những phim của các đạo diễn xuất sắc nhất của Liên Xô và Nga, với nhiều thể loại khác nhau. Ông cũng tham gia lồng tiếng, kể cả phim hoạt hình. Với những vai diễn cuối cùng của mình, ông thừa nhận đã "hạ thấp yêu cầu" và "tiền công tốt".

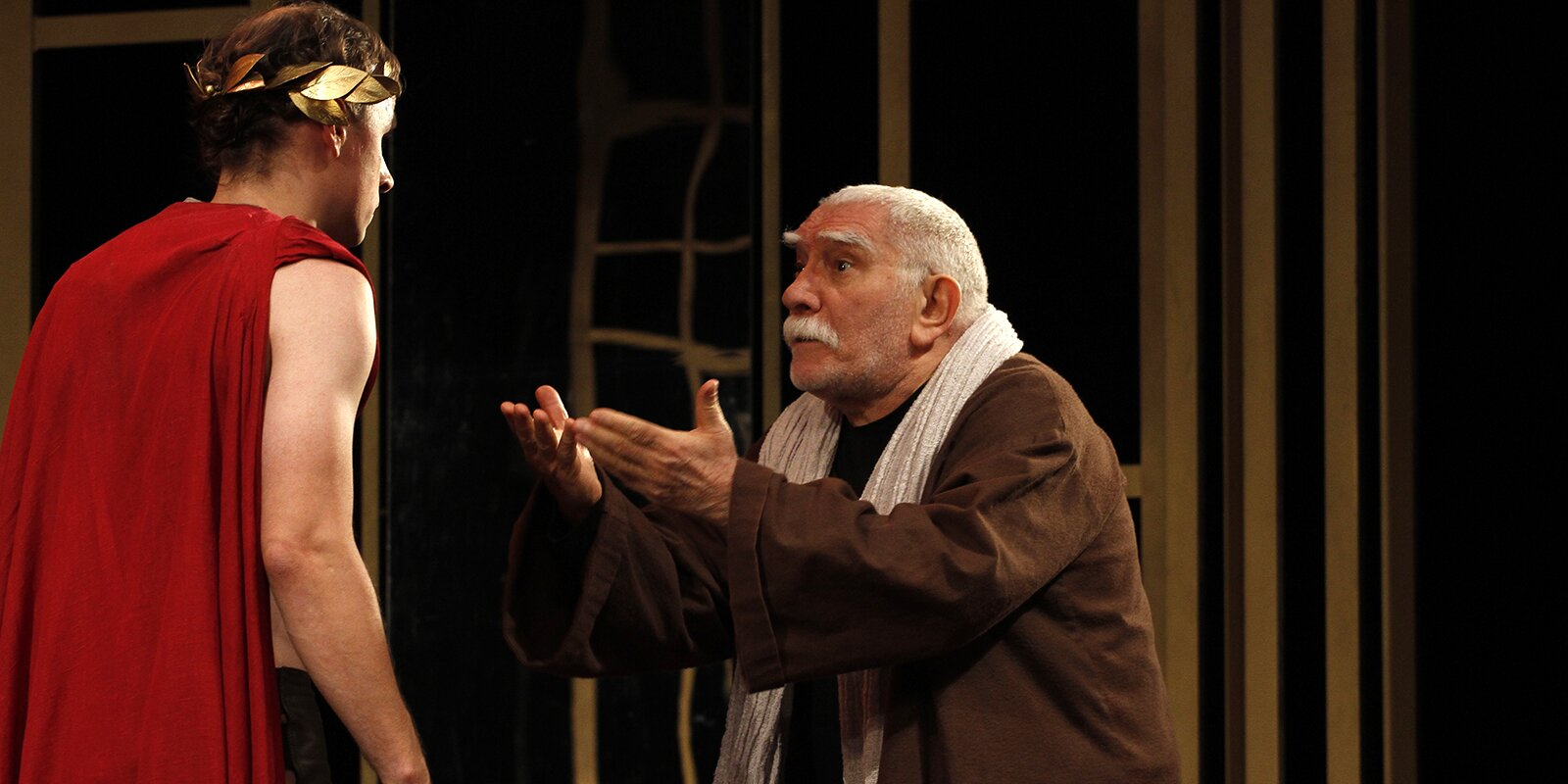
Dzhigarkhanyan trong một vở kịch

Năm 1967, Anatoly Vasilievich Efros mời Dzhigarkhanyan đến Nhà hát Lenin Komsomol (Lenkom) ở Moskva. Efros mất chức và mang theo mười diễn viên cùng chí hướng đến Nhà hát ở Malaya Bronnaya. Dzhigarkhanyan vẫn tiếp tục diễn cho Lenkom.
Năm 1969, theo lời mời của Andrey Aleksandrovich Goncharov, ông chuyển đến Nhà hát Mayakovsky. Ông sớm trở thành diễn viên chính cho nhà hát tới tận năm 1996. Vai nổi bật có thể kể đến Levinson trong vở kịch Hủy diệt của đạo diễn Mark Anatolyevich Zakharov.
Năm 1989-1997, ông giảng dạy tại VGIK.
Tháng 3 năm 1996, ông thành lập nhà hát riêng mang tên "D", nay là Nhà hát kịch Moskva do Armen Dzhigarkhanyan đứng đầu (tiếng Nga: Московский драматический театр под руководством Армена Джигарханяна). Nhà hát đã trình diễn một số vở nổi tiếng, như Krapp's Last Tape của Samuel Beckett và The Homecoming của Harold Pinter.
Năm 1999, ông nhận thẻ xanh theo hạn ngạch của chính phủ Hoa Kỳ dành cho nghệ sĩ xuất sắc. Người hâm mộ tăng ông một ngôi nhà bảy phòng ở Mỹ.
Cho đến năm 2015, ông sống ở hai quốc gia: ba hoặc bốn tháng trong năm dịp hè hoặc đầu thu tại Garland, Texas, còn từ tháng 9 đến tháng 5 năm sau ở tại Moskva.
Dzhigarkhanyan là người hâm mộ câu lạc bộ bóng đá Spartak Moskva.

### Qua đời
Giữa tháng 10 năm 2020, Armen Dzhigarkhanyan phải nhập viện nhưng không thể cứu chữa nổi nữa, dẫn đến ngừng tim do bệnh thận mạn tính và phù nề bởi các bệnh khác. Ông qua đời lúc 6 giờ sáng thứ Bảy ngày 14 tháng 11 năm 2020 tại Moskva, thọ 86 tuổi. Tổng thống Nga Vladimir Putin, thủ tướng Armenia Nikol Pashinyan và thị trưởng Moskva Sergey Sobyanin gửi lời chia buồn.
Lễ tiễn đưa diễn ra ngày 17 tháng 11 năm 2020 tại Nhà hát Kịch Moskva. Ông được chôn cất tại nghĩa trang Vagankovskoye bên cạnh con gái Elena.
Ngày 14 tháng 11 năm 2021, kỷ niệm một năm Dzhigarkhanyan qua đời, đài tưởng niệm được khánh thành trước mộ ông, lấy theo nguyên mẫu vai diễn trong vở Trò chuyện với Sokrates (tiếng Nga: Беседы с Сократом).

## Gia đình
- Mẹ - Elena Vasilievna Dzhigarkhanyan (1909-2002), nhân viên Hội đồng Bộ trưởng Xô viết Armenia. Sau khi ly dị bố Armen, bà tái hôn.
- Cha - Boris Akimovich Dzhigarkhanyan (1910-1972), bỏ gia đình sau khi con trai ra đời một tháng, về quê ở thành phố Pyatigorsk, qua đời vì ung thư máu. Chị Marina của Armen nói "hình tượng mafia do Armen thủ vai trong phim Nơi gặp gỡ không thể thay đổi [ru] giống hệt bố chúng tôi".[4]
- Em gái cùng cha khác mẹ - Marina và Gayane Borisovna Dzhigarkhanyan.[4]
- Vợ đầu (không đăng ký kết hôn[27]) - Alla Yuryevna Vannovskaya (1920-1966), nghệ sĩ danh dự Armenia Xô viết, diễn viên Nhà hát kịch Nga Yerevan Stanislavsky. Bà bị chứng múa giật và chết trong viện tâm thần.[28][29]

## Chính trị
Năm 2001, Dzhigarkhanyan ký thư đòi bảo vệ kênh truyền thông NTV.
Trong cuộc bầu cử tổng thống Nga 2012, Dzhigarkhanyan đóng vai chính trong một video ủng hộ ứng cử viên Putin. Tuy nhiên, trái với suy nghĩ nhiều người, ông không phải là bạn tâm giao của Putin.
Tháng 3 năm 2014, Dzhigarkhanyan lên án việc sáp nhập Krym, tuyên bố "cho đến nay việc này sẽ không mang lại cho chúng ta điều gì tốt đẹp cả", và từ chối ký thư ủng hộ sáp nhập.

## Tư liệu
- Rollberg, Peter (2008), Historical Dictionary of Russian and Soviet Cinema (bằng tiếng Anh), Scarecrow Press
- Shalaeva, Г. П. Шалаева (2003), Кто есть кто в мире (bằng tiếng Nga), ОЛМА Медиа Групп, ISBN 9785812300883
- Tulʹčinskij, Дмитрий Тульчинский (2010), "Есть только «вдруг»", Интервью (bằng tiếng Nga) (01–02)
- Yutkevich, Серге́й Ио́сифович Ютке́вич (1987), Кино. Энциклопедический словарь (bằng tiếng Nga), М.: Советская энциклопедия